# Bestla (satélite)
Bestla, também conhecido como Saturno XXXIX, é um satélite natural de Saturno. Sua descoberta foi anunciada 
por Scott S. Sheppard, David C. Jewitt, Jan Kleyna, e Brian G. Marsden em 4 de maio de 2005, a partir de observações feitas entre 13 de dezembro de 2004 e 5 de março de 2005. Sua designação provisória foi S/2004 S 18.
Bestla tem cerca de 7 km de diâmetro, e orbita Saturno a uma distância média de 20 278 000 km em 1087,43 dias, com uma inclinação de 141,739° com a eclíptica, em uma direção retrógrada com uma excentricidade de 0,4738.
Foi nomeado em abril de 2007 a partir de Bestla, um gigante da mitologia nórdica.